# مینا و لچک
مِینا و لَچَک سرپوشی است که زنان و دخترانِ لر بر سر می‌کنند.

## مِینا
مِینا، یک روسریِ بلند از پارچهٔ نازکِ حریر مانند به رنگ‌های آبی، سبز، زرد، سرخ یا بنفش است. دختران از رنگ‌های روشن و زنان میان‌سال، از رنگ‌های تیره استفاده می‌کنند.

## لَچَک
لَچَک نیز کلاه‌مانندی است که قسمت پشت آن در زیرِ مِینا قرار گرفته و با سوزنی به مینا متصل می‌گردد. روی لچک منجوق‌دوزی شده است و دو بند دارد که از کنار گوشها گذشته و زیر گلو به هم گره می‌خورند تا لچک را روی سر ثابت نگه دارند. لچک را با پولکهای کوچک و همچنین مهره‌های ریز به نام مُنجوق (مُنجُق) تزیین می‌کنند که جلوه‌ای خاص به لچک می‌دهند. لچک زنان بختیاری و کهگیلویه انواع گوناگون دارد و رایجترین آن ریالی است که در تزیین آن از سکه‌های قدیمی (ریال) استفاده می‌شود. لچک در برخی گویش‌ها مانند گویش میوندی، کُلچِه و در برخی دیگر مناطق بختیاری کولوته نامیده می‌شود.